# Portret van een kunstenaar (zwembad met twee figuren)
Portret van een kunstenaar (zwembad met twee figuren) is een popart-schilderij van de Britse kunstenaar David Hockney. Het werd voltooid in mei 1972 en toont twee figuren, een die onder water zwemt en een man die op de zwemmer neerkijkt. Het zou gaan om Hockney zelf en een voormalig geliefde, maar dat heeft de maker nooit officieel bevestigd. Op 17 november 2018 werd het verkocht voor 90,3 miljoen dollar, de hoogste prijs ooit op een veiling voor een werk van een nog levende kunstenaar. 

## Achtergrond
Hockney bracht voor het eerst een bezoek aan Californië in januari 1964, na een eerste succesvolle tentoonstelling in de John Kasmin-galerij. Hij was gefascineerd door de Verenigde Staten, en Los Angeles in het bijzonder, deels door de invloed van Hollywood, maar ook door het modernistische gebouw The Bailey House (ofwel Case Study House #21 (1959) van architect Pierre Koenig). Hij schilderde het eerste van zijn zwembadschilderijen California Art Collector in 1964. Zwembaden werden een steeds weerkerend thema in zijn schilderijen, zoals Peter Getting Out of Nick's Pool (1966, Walker Art Gallery, Liverpool) en vooral A Bigger Splash (1967, Tate Gallery).
Hockney schilderde een reeks dubbelportretten van 1968 tot 1977, waaronder American Collectors (Fred and Marcia Weisman) (1968, Art Institute of Chicago) en Mr and Mrs Clark and Percy (1971, Tate Gallery).